# The beat (single)
The beat is een single van The Scene. Het plaatje verscheen in eigen beheer en de liedjes zouden buiten de albumsessies gehouden worden. Inmiddels was er weer een nieuwe samenstelling:
- Thé Lau – zang, gitaar
- Floris Nielen – basgitaar, zang
- Kors Eijkelboom – slagwerk.

Muziekproducent Jan de Hont bleef de band wel trouw en begeleidde de opnamen in de Stable geluidsstudio in Arnhem.
The beat haalde de hitparades niet. Het nummer werd door Leo Blokhuis opgenomen in de door hem samengestelde verzameling 50 Jaar Nederpop Rare & Obscure.